# Caripraea
Caripraea là một chi bướm đêm thuộc họ Geometridae.